# تأثیر تبریزی
میرزا محسن تأثیر تبریزی (زاده ۱۰۲۹ هجری شمسی در اصفهان، درگذشته ۱۰۹۸ هجری شمسی) از شاعران پارسی‌گوی قرن دوازدهم هجری قمری است. او که از شاعران درباری عصر صفویان است در دربار شاه سلیمان و شاه سلطان حسین مدیحت‌سرایی می‌کرده‌است. تأثیر تبریزی شیعه دوازده امامی بوده و نوهٔ محمدحسین چلبی است که توسط شاه عباس بزرگ از تبریز به اصفهان کوچانده شده‌است. از تأثیر، اشعاری به ترکی آذربایجانی نیز موجود است.

## نمونهٔ اشعار
| آنان که نه حیران تو حیرت به حرامان |  | دلبستهٔ غیر تو محبت به حرامان |

| درد تو جفاپیشه حلالِ دلِ ما باد    |  | آنان که نه بیمار تو راحت به حرامان |
| دیروز نه این بودی و امروز نه آنی |  | تا باز چه گفتند نصیحت به حرامان    |
| با لطف به ما دلبر رنجیده ز ما را |  | دیدند و نمردند رقابت به حرامان     |
| با او دگری دیدی و تأثیر نمردی    |  | گشتی تو هم از جملهٔ غیرت به حرامان  |